# Nicolas Zippelius
Nicolas Benjamin Zippelius (* 1. August 1987 in Karlsruhe) ist ein deutscher Politiker (CDU) und Politikwissenschaftler. Seit der Bundestagswahl 2021 ist er Mitglied des Deutschen Bundestages und seit 2025 Vorsitzender der Arbeitsgruppe Wirtschaftliche Zusammenarbeit und Entwicklung der CDU/CSU-Bundestagsfraktion.

## Leben und Beruf
Zippelius wurde in Karlsruhe geboren und wuchs in Weingarten (Baden) als jüngster von drei Brüdern auf. Nach seinem Abitur in Karlsruhe studierte er Politikwissenschaften mit Nebenfach Rechtswissenschaften in Hannover und Frankfurt am Main. Zudem war er mit einem Stipendium in Taipeh und lernte dort Mandarin. Vor seiner Wahl in den Bundestag war er als Referent für Stadtmarketing für ein MDAX notiertes Werbeunternehmen tätig, bevor er zurück in den Familienbetrieb wechselte.

## Politischer Werdegang

### Partei und Ämter
Zippelius ist seit 2010 in der CDU aktiv. Er wurde 2014 in den Gemeinderat von Weingarten gewählt, dem er bis 2023 angehörte. Seit 2019 ist er Mitglied im Kreistag des Landkreises Karlsruhe. Im Jahr 2023 rückte er in den Landesvorstand der CDU Baden-Württemberg auf, 2024 übernahm er den Kreisvorsitz der CDU Karlsruhe-Land.

### Abgeordneter im Bundestag
Nachdem Zippelius sich bei der Aufstellungsversammlung im Bundestagswahlkreis Karlsruhe-Land in einer Kampfkandidatur gegen den bisherigen Wahlkreisabgeordneten Axel E. Fischer durchgesetzt hatte, gewann er bei der Bundestagswahl 2021 mit 30,4 Prozent der Erststimmen erstmals das Direktmandat im Wahlkreis Karlsruhe-Land. Im 20. Deutschen Bundestag gehörte er dem Ausschuss für wirtschaftliche Zusammenarbeit und Entwicklung sowie dem Digitalausschuss an. Ab dem 8. Juli 2022 war er zusätzlich Mitglied im 1. Untersuchungsausschuss der 20. Wahlperiode des Deutschen Bundestages.
Zur Bundestagswahl 2025 bewarb sich Zippelius erneut für die CDU um das Direktmandat im Wahlkreis Karlsruhe-Land und zog als Wahlkreissieger mit 39,2 Prozent der Erststimmen in den 21. Deutschen Bundestag ein. Dort ist er ordentliches Mitglied im Auswärtigen Ausschuss sowie im Entwicklungsausschuss. Außerdem leitet er die Arbeitsgruppe Wirtschaftliche Zusammenarbeit und Entwicklung der CDU/CSU-Fraktion im Deutschen Bundestag.

## Politische Schwerpunkte und Positionen
Seine politischen Schwerpunkte liegen in der Digitalpolitik, der Entwicklungszusammenarbeit, der Mittelstandsförderung sowie in außenpolitischen Fragen mit Fokus auf China. Als Chinaexperte der Unionsfraktion kümmert er sich um die außenpolitische Positionierung der CDU/CSU zur Volksrepublik China.
Als direkt gewählter Abgeordneter des Wahlkreises Karlsruhe-Land ist er für die weitere Entwicklung der Güterbahntrassen Mannheim-Karlsruhe engagiert. Gegen die Variante Querung durch Stutensee und Zerschneidung der Stafforter Gemarkung regt sich starker Widerstand in der Bevölkerung. Zippelius setzt sich dafür ein, dass die künftige Bahnstrecke so verträglich wie möglich durch die dicht besiedelte Region verläuft – ohne Zerschneidung von Ortschaften, mit maximalem Lärmschutz und entlang bestehender Infrastruktur.

## Privates
Zippelius ist katholischer Konfession und verheiratet.

## Sonstiges
Seit einem Studienaufenthalt in Taipeh lernt Zippelius intensiv Chinesisch.
Zusammen mit seinem Fraktionskollegen Yannick Bury betreibt er den Podcast Nachts im Bundestag.